# Гепатотоксичность
Гепатотоксичность (токсичность для печени) — это свойство химических веществ, действуя на организм немеханическим путём, вызывать структурно-функциональные нарушения печени.

## Общие сведения
Печень играет главную роль в биотрансформации и клиренсе (удалении из организма) многих химических веществ, и поэтому чувствительна к токсическим воздействиям лекарственных веществ, ксенобиотиков и к окислительному стрессу. Печень также является органом, высокочувствительным к кислородному голоданию, и может страдать при приёме лекарственных веществ, снижающих печёночный кровоток. Некоторые лекарственные вещества при передозировке и иногда даже при приеме в терапевтических дозах могут оказывать повреждающее воздействие на печень. Другие химические вещества, такие, как растворители и различные реагенты, используемые в лабораториях и в промышленности, природные химические вещества (такие, как микроцистины) и растительные препараты, даже некоторые[какие?] компоненты биодобавок также могут вызывать поражения печени.
Вещества, которые вызывают повреждения печени, называются гепатотоксичными (гепатотоксическими) веществами (гепатотоксинами).
Лекарственно-индуцированное поражение печени (ЛИПП) – разнородная группа клинико-морфологических вариантов нарушений со стороны печени, развивающихся на фоне приема лекарственных средств, вследствие как прямого токсического (обычно предсказуемого), так и токсико-иммунологического (идиосинкразического) или непрямого воздействий. Спектр клинических проявлений ЛИПП чрезвычайно разнообразен, при этом зачастую они имеют сходство с «классическими» заболеваниями печени.

## Механизмы гепатотоксичности
Существует множество различных механизмов реализации гепатотоксического эффекта.

### Прямая гепатотоксичность
Лекарства или токсины, которые обладают истинной прямой гепатотоксичностью — это такие химические вещества, которые имеют предсказуемую кривую зависимости «доза-эффект» (более высокие дозы или концентрации вещества вызывают больший гепатотоксический эффект, более сильное повреждение печени) и обладают хорошо известными и изученными механизмами гепатотоксического действия, такими, как прямое повреждение гепатоцитов или блокада тех или иных метаболических процессов в печени.
Типичным примером истинной прямой гепатотоксичности является гепатотоксичность ацетаминофена (парацетамола) при передозировке, связанная с насыщением его обычного пути метаболизма, имеющего ограниченную пропускную способность, и включением альтернативного пути биотрансформации ацетаминофена, при котором образуется токсический высокореактивный нуклеофильный метаболит. При этом само по себе включение альтернативного пути биотрансформации ацетаминофена ещё не приводит к повреждению печени. К прямому повреждению гепатоцитов приводит накопление токсического метаболита ацетаминофена в таких количествах, при которых он не может быть эффективно обезврежен путём связывания с глютатионом. При этом истощаются запасы глютатиона в печени, после чего реактивный метаболит начинает связываться с белками и другими структурными элементами клетки, что приводит к её повреждению и гибели.
Прямая гепатотоксичность обычно проявляется вскоре после того, как был достигнут определённый «пороговый» уровень концентрации токсического вещества в крови или определённая длительность токсического воздействия.

### Метаболизм лекарственных веществ в печени
Многие обычные лекарственные препараты подвергаются метаболизму в печени.
Этот метаболизм может существенно различаться у разных людей из-за генетических различий в активности ферментов биотрансформации лекарств.

## Гепатотоксичные вещества
- Оксиметалон (Анадрол)
- Кетоконазол
- Парацетамол

### Цитотоксические препараты
- Метотрексат

### Органические растворители
- Дихлорэтан
- Четырёххлористый углерод

## Антигепатотоксические средства
Лекарственные средства, обладающие свойствами восстанавливать нормальную функциональную активность печени, называются антигепатотоксическими средствами.

## Диагностика
Диагностика ЛИПП на амбулаторном этапе затруднительна. Это обусловлено рядом причин, основными из которых являются полипрагмазия, коморбидность, фоновые заболевания печени, «маскирующие» аномальные биохимические показатели крови. Значение имеют и такие факторы, как невозможность полноценного сбора лекарственного анамнеза из-за нежелания пациента сообщать врачу обо всех принимаемых лекарственных средствах (особенно в случае антидепрессантов, препаратов, повышающих потенцию, нейролептиков и др.), а также ошибочная трактовка неспецифической клиники ЛИПП и ограниченное время для коммуникации между пациентом и специалистом. 
Для установления причинно-следственной связи между применением препарата и повреждением печени разработано несколько клинических шкал, таких как CIOMS/RUCAM (Council for the International Organization of Medical Sciences) и M&V (Maria & Victorino System of Causality Assessment in Drug-Induced Liver Injury), которые можно использовать и в амбулаторной практике. Данные прогностические шкалы позволяют установить ЛИПП, его тяжесть, определить дальнейшую маршрутизацию пациента. Активное использование таких «инструментов» способствует раннему выявлению ЛИПП, что имеет важнейшее прогностическое значение для пациента.